# Herr Mannelig
Herr Mannelig (Herr Mannerlig) – szwedzka ballada ludowa opowiadająca historię górskiej trollicy (huldry), chcącej zostać człowiekiem. Wierzy ona, że osiągnie ten cel, jeśli zostanie żoną Pana Manneliga. Ofiarowuje mu wspaniałe dary, lecz on odmawia, gdyż huldra nie jest chrześcijanką. Istnieje wiele wersji tej ballady, mających różne melodie i słowa, jednak większość opiera się na tej właśnie historii.

## Tekst
W tłumaczeniu Jacka Dobrzynieckiego, wykonanie zespół Cronica (2015)
| Szwedzki 1. Bittida en morgon innan solen upprann Innan fåglarna började sjunga Bergatrollet friade till fager ungersven Hon hade en falskeliger tunga (ref.) Herr Mannelig Herr Mannelig trolofven i mig För det jag bjuder så gerna I kunnen väl svara endast ja eller nej Om i viljen eller ej: 2. Eder vill jag gifva de gångare tolf Som gå uti rosendelunde Aldrig har det varit någon sadel uppå dem Ej heller betsel uti munnen 3. Eder vill jag gifva de qvarnarna tolf Som stå mellan Tillö och Ternö Stenarna de äro af rödaste gull Och hjulen silfverbeslagna 4. Eder vill jag gifva ett förgyllande svärd Som klingar utaf femton guldringar Och strida huru i strida vill Stridsplatsen skolen i väl vinna 5. Eder vill jag gifva en skjorta så ny Den bästa i lysten att slita Inte är hon sömnad av nål eller trå Men virkat av silket det hvita 6. Sådana gåfvor jag toge väl emot Om du vore en kristelig qvinna Men nu så är du det värsta bergatroll Af Neckens och djävulens stämma 7. Bergatrollet ut på dörren sprang Hon rister och jämrar sig svåra Hade jag fått den fager ungersven Så hade jag mistat min plåga | Polski 1. Pewnej nocy, kiedy nie nastał jeszcze świt kiedy pierwszy kur jeszcze nie zapiał do pana zamku przyszła chcąc oddać rękę mu córka trolla, z gór czarownica. (ref.) Herr Mannelig, Herr Mannelig, weź za żonę mnie jam przecież taka jest hojna usłyszeć mogę tylko od ciebie tak lub nie czy tego chcesz czy nie 2. Dwanaście pięknych ja rumaków tobie dam które pasą się w gaju cienistym nie poznał jeszcze siodła żadnego konia grzbiet ni pysk żaden nie gryzł wędzidła 3. Dwanaście murowanych młynów tobie dam które stoją od Tillo do Terno Ich żarna tak czerwone jak ognie piekła są Ich koła aż świecą od srebra 4. Piękny miecz złocony ja tobie jeszcze dam w boju nigdy cię on nie zawiedzie gdy piętnastu złotych pierścieni zabrzmi klang wróg ucieknie z pola w popłochu 5. Dodam też koszulę tak białą niby śnieg co z zamorskich jedwabiów jest tkana nie znajdziesz drugiej takiej choćbyś świat cały zszedł tobie tylko ją ofiaruję 6. Dary te królewskie chętnie przyjąłbym gdybyś była córką Kościoła lecz tyś jest córką trolla, starego czarta z gór siostrą diabła, dziedziczką Necka 7. I w ciemność precz odeszła córka trolla z gór w mroku lasów cichła jej skarga jeślibym rycerza za męża mogła wziąć ma udręka by się skończyła |

## Wykonawcy
Wykonywana i nagrana m.in. przez następujące zespoły:
- AeternA po szwedzku
- Annwn
- Bardos Errantes po hiszpańsku (Señor Bolsón)
- Cromdale po szwedzku
- Cronica po polsku
- Dziwoludy po polsku
- Żniwa po polsku
- Zespół muzyki dawnej Szelindek po polsku i szwedzku
- Чур (Czur) po rosyjsku (Герр Маннелиг)
- Dunkelschön po szwedzku
- Galtagadr po szwedzku
- Garmarna po szwedzku
- Haggard po włosku
- Heimataerde po niemiecku
- In Extremo po szwedzku
- Lapis Serpentis po szwedzku
- Litvintroll po białorusku (Пан Манэлiг)
- MystTerra po szwedzku
- Ofdrykkja po szwedzku
- Psalteria po szwedzku
- Rayneke instrumentalnie
- Satariel po szwedzku
- Сколот (Skolot) po rosyjsku
- Spiritual Seasons po szwedzku
- Wolfenmond po szwedzku
- Othalan po szwedzku
- Patrycja Wojkowska – tank drums[2]

## Inne
Utwór „Herr Mannelig” w wykonaniu In Extremo znalazł się w grze cRPG Gothic (rozdział 2, lokacja Stary Obóz). Ze względu na zakres udzielonej licencji koncert dostępny jest (bez używania kodów lub modyfikowania gry) tylko w niemieckiej wersji językowej.